# Solenocera
Solenocera is een geslacht van kreeftachtigen uit de klasse van de Malacostraca (hogere kreeftachtigen).

## Soorten
- Solenocera acuminata Pérez Farfante & Bullis, 1973
- Solenocera africana Stebbing, 1917
- Solenocera agassizii] Faxon, 1893
- Solenocera alfonso Pérez Farfante, 1981
- Solenocera algoensis Barnard, 1947
- Solenocera alticarinata Kubo, 1949
- Solenocera annectens (Wood-Mason in Wood-Mason & Alcock, 1891)
- Solenocera atlantidis Burkenroad, 1939
- Solenocera australiana Pérez Farfante & Grey, 1980
- Solenocera barbata Heegaard, 1966
- Solenocera barunajaya Crosnier, 1994
- Solenocera bedokensis Hall, 1962
- Solenocera bifurcata Dall, 1999
- Solenocera burukovskyi Timofeev, 1993
- Solenocera choprai Nataraj, 1945
- Solenocera comata Stebbing, 1915
- Solenocera crassicornis (H. Milne Edwards, 1837 [in Milne Edwards, 1834-1840])
- Solenocera danae Heegaard, 1966
- Solenocera elongata Heegaard, 1966
- Solenocera faxoni de Man, 1907
- Solenocera florea Burkenroad, 1938
- Solenocera geijskesi Holthuis, 1959
- Solenocera gurjanovae Starobogatov, 1972
- Solenocera halli Starobogatov, 1972
- Solenocera hextii Wood-Mason & Alcock, 1891
- Solenocera koelbeli de Man, 1911
- Solenocera maldivensis Borradaile, 1910
- Solenocera mascarensis Burukovsky, 1993
- Solenocera melantho de Man, 1907
- Solenocera membranacea (Risso, 1816)
- Solenocera moosai Crosnier, 1985
- Solenocera mutator Burkenroad, 1938
- Solenocera necopina Burkenroad, 1939
- Solenocera nodulosa Heegaard, 1966
- Solenocera pectinata (Spence Bate, 1888)
- Solenocera pectinulata Kubo, 1949
- Solenocera phuongi Starobogatov, 1972
- Solenocera rathbuni Ramadan, 1938
- Solenocera spinajugo Hall, 1961
- Solenocera sumatransis Heegaard, 1966
- Solenocera vioscai Burkenroad, 1934
- Solenocera waltairensis M.J. George & Muthu, 1970
- Solenocera zarenkovi Starobogatov, 1972